# Birmingham-Jefferson Convention Complex

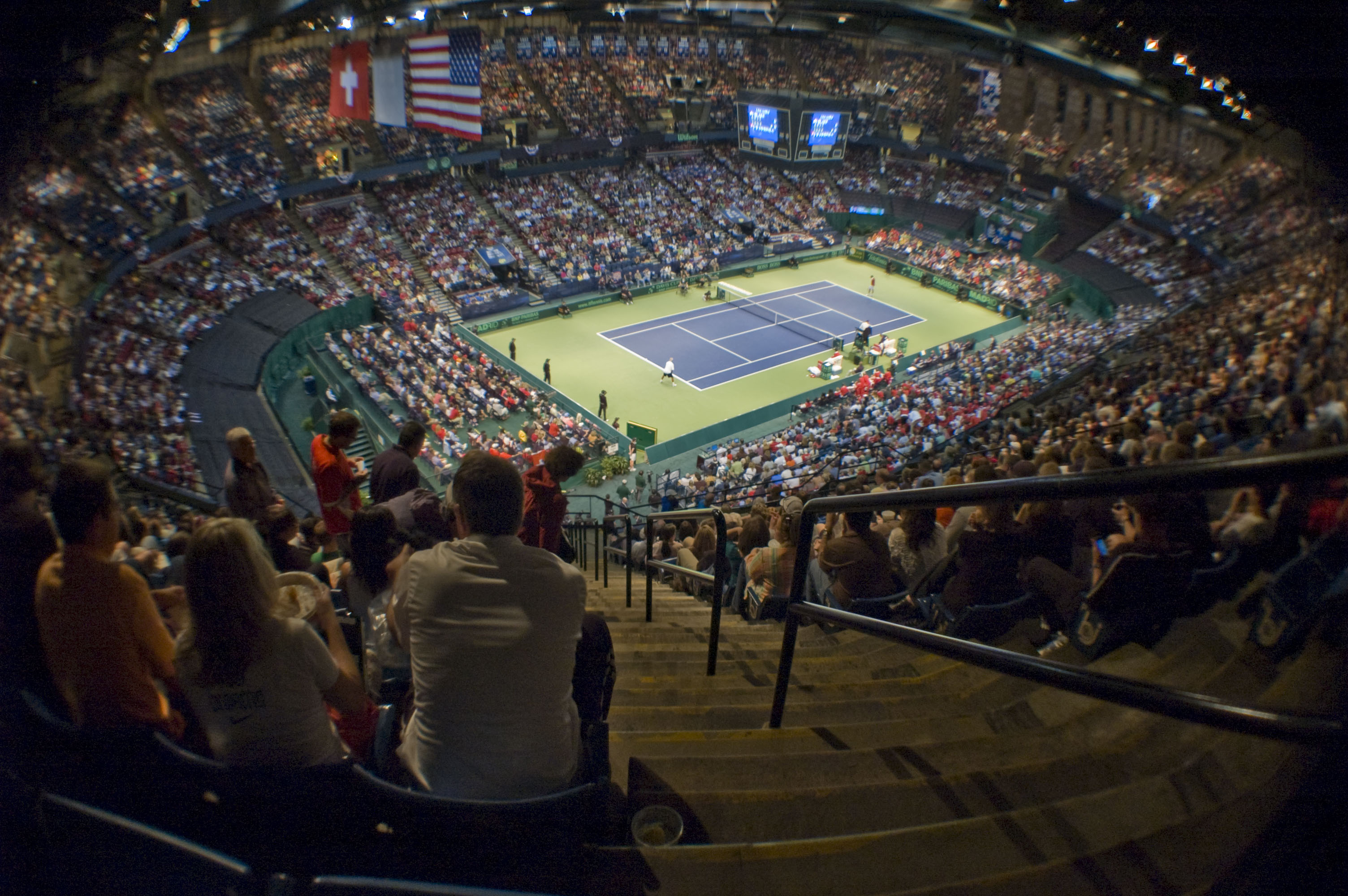
Die USA gegen die Schweiz im Davis Cup 2009 in der Legacy Arena

Das Birmingham-Jefferson Convention Complex (früher Birmingham-Jefferson Civic Center) ist ein Veranstaltungszentrum in Birmingham, Alabama, zu dem die bis zu 19.000 Zuschauer fassende Legacy Arena, eine Konzerthalle mit 3.000 Plätzen, eine 20.440 m² große Messehalle, ein Theater mit der Kapazität von 1.000 Plätzen sowie verschiedene weitere Einrichtungen gehören.

## Geschichte
Das Birmingham-Jefferson Civic Center wurde vom Architektenbüro Geddes Brecher Qualls Cunningham entworfen, nachdem dieses den zur damaligen Zeit größten Architekturwettbewerb des American Institute of Architects gewonnen hatte. Gebaut wurde die Arena zwischen 1974 und 1976 für geschätzte 104 Millionen US-Dollar. Ein Kriterium des Wettbewerbs war eine Verbindung der angrenzenden Autobahn Interstate 59/Interstate 20 zwischen dem Civic Center und den im Süden gelegenen Verwaltungs- und Kultureinrichtungen des Linn Parks. Bis heute konnte jedoch keine angemessene Lösung für das Problem gefunden werden.

## Legacy Arena
Die Legacy Arena at Birmingham Jefferson Convention Complex, welche bei Sportereignissen 17.654 Zuschauern Platz bietet und bei anderen Veranstaltungen wie Konzerten eine Kapazität von 19.000 Plätzen besitzt, war von 1976 bis 1979 die Heimstätte der Birmingham Bulls aus der WHA und zudem das Zuhause der Basketballmannschaften der University of Alabama at Birmingham, den UAB Blazers, bevor diese 1988 in die auf dem Campus errichtete Bartow Arena umzogen. Heute tragen die Alabama Steeldogs aus der Arena Football League ihre Heimspiele in der Arena aus.
Das BJCC war zwischen 1979 und 1992 viermal Austragungsort des NCAA-Basketballturniers der Southeastern Conference, zudem fand 1982, 1983, 1984, 1986, 1990 und 1999 der Wettbewerb der Sun Belt Conference im Stadion statt. Des Weiteren wurden in den Jahren 1987, 2000, 2003 und 2008 die erste und zweite Runde des NCAA College Basketball Tournament in der Legacy Arena at Birmingham Jefferson Convention Complex ausgespielt. Außerdem fanden in der Halle verschiedene Veranstaltungen wie Disney on Ice, der Ringling Brothers and Barnum and Bailey Circus, „WWE RAW“ sowie Konzerte, Messen und Ausstellungen statt.
Die Grundfläche der Arena beträgt 2.244,5 m² und umfasst eine Spielfläche von 33,5 × 67 Metern. Zudem sind in der Halle verschiedene Luxussuiten, ein V.I.P.-Bereich sowie Presseboxen untergebracht. Obwohl die Halle zehn Stockwerke umfasst, beträgt ihre aktuelle Höhe von Grund bis zur Decke nur 23 Meter.

## Konzerthalle
Die 3.000 Zuschauer fassende Konzerthalle war das Zuhause des Alabama Symphony Orchestra, bevor dieses in das von der Universität neu errichtete Alys Stephens Center umzog. In der Halle finden heute verschiedene Theater und Musical-Aufführungen statt. Sie umfasst eine 25,5 × 27 Meter große Bühne und ist mit 32 Metern das höchste Gebäude des Komplexes.

## Messehalle
Die Messehalle im Birmingham-Jefferson Convention Complex besitzt eine Grundfläche von 20.440 m² und wird hauptsächlich für die größten Ausstellungen und Messen Birminghams genutzt. Zudem lässt sich die Halle in drei kleinere Abschnitte unterteilen.

## Theater
Das Theater fasst 1.000 Zuschauer und ist Austragungsort für Opern, Ballet sowie kleinere Konzerte und Bühnenvorstellungen. Zudem ist die Einrichtung das Zuhause des Birmingham Children’s Theatre, das größte Kindertheater der Vereinigten Staaten. Die Bühnenfläche beträgt 14 × 21 Meter.

## Andere Einrichtungen
Zum Birmingham-Jefferson Convention Complex gehören zudem 64 Konferenzräume auf einer Gesamtfläche von 9.300 m², inklusive eines Ballsaals, in dem bis zu 1.200 Bankettgäste untergebracht werden können. Des Weiteren befinden sich in diesem Bereich der Einrichtung das zehnstöckige Medical Forum, ein 275 Zuschauer fassender Hörsaal sowie Unterrichtsräume und Verwaltungsbüros.
Zudem befindet sich auf dem Gelände des Komplexes das Hotel Sheraton Birmingham.